# Spaubeek

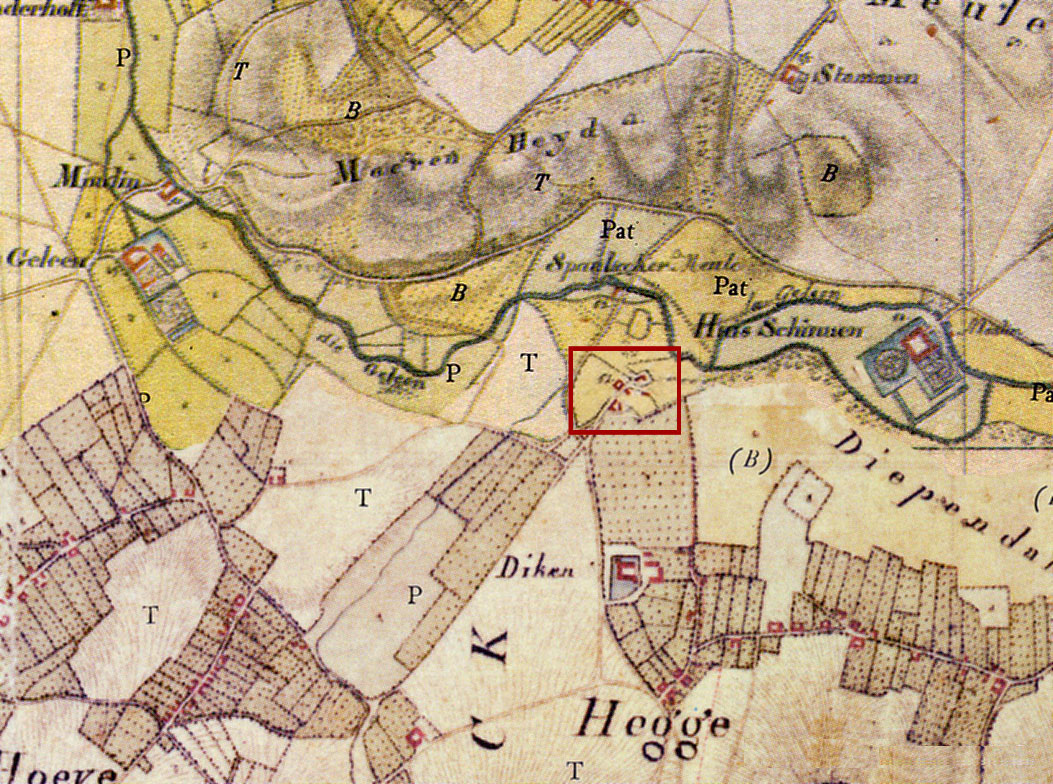
Fragment uit de kaart van Tranchot en Karl von Müffling uit 1803, met daarop de oude kern van Spaubeek (in het rode kader) en linksboven Kasteel Jansgeleen en Jansmolen.

Spaubeek (Limburgs: Sjpaubik of Sjpawbik) is een dorp gelegen in Zuid-Limburg. Het valt na een gemeentelijke herindeling sinds 1982 onder het bestuur van de gemeente Beek en heeft circa 3.350 inwoners (2023).

## Dorpskern en ligging
Spaubeek ligt in het Geleenbeekdal tegen de helling van het plateau van Schimmert. In de dorpskern van Spaubeek zijn de voormalige buurtschappen Hoeve, Hobbelrade en Looiwinkel opgenomen. De namen van deze buurtschappen zijn nog als straatnamen bewaard gebleven. Langs de noordwestkant van het dorp lopen de A76, met een afslag Spaubeek, en de spoorlijn Sittard - Heerlen - Herzogenrath, met station Spaubeek. Aan de overkant daarvan ligt het Stammenderbos, onderdeel van het natuurgebied Geleenbeekdal. Iets ten westen van het dorp buigt de spoorlijn naar het noorden en in de vork tussen snelweg en spoorlijn ligt Geleen.

## Geschiedenis van Spaubeek
Spaubeek heeft in oorsprong waarschijnlijk tot de schepenbank Beek behoord. De plaatsnaam betekent waarschijnlijk “dat gedeelte van Beek waar zich de Spalt (een Grubbe) bevindt”. Het naamgedeelte ‘–beek’ verwijst niet naar de Geleenbeek, maar naar de Keutelbeek, waaraan eveneens het dorp Beek haar naam dankt. In de middeleeuwen is er sprake van Over- en Neer-Spaubeek. Over-Spaubeek lag ter hoogte van de huidige Dorpsstraat. Neer-Spaubeek is het oudste deel van het dorp Spaubeek. Het lag in het Geleendal bij kasteel Terborgh en wordt tegenwoordig aangeduid met de benaming Oude Kerk. Hier bevonden zich ook de watermolen van Spaubeek en een hoeve met de benaming ‘Hof van Spaubeek’. Dit laatste goed wordt enkele malen ten onrechte als oude kasteelwoning beschreven. De hoeve behoorde vanaf de late middeleeuwen tot 1702 toe aan het klooster Sint-Gerlach te Houthem, waaraan het haar naam ‘Kloostergoed van Sint-Gerlach’ dankt. De eigenaren van de hoeve dienden de parochiekerk van Spaubeek te onderhouden. Vlak bij de oude kern van Spaubeek lag het omwaterde huis ‘Die Hegghe’, het huidige huis Ten Dijcken, dat haar naam gaf aan de buurtschap Hegge bij Schinnen, maar dat zelf in Spaubeek ligt. In Spaubeek lagen vroeger uitgestrekte leengoederen, waaronder ‘den hof van den Weijer’. Zij behoorden veelal toe aan het leenhof van Sint-Jansgeleen. Het huis Jansgeleen –in de oudste akten aangeduid met de term ‘huis van Spaubeek’ ligt niet ver van het gehucht Hobbelrade. Sinds de oprichting van de heerlijkheid Geleen was het huis de heerlijkheidszetel onder de familie Huyn van Geleen. Vanouds was het kasteel echter verbonden met Spaubeek. De oorspronkelijke eigenaren van het kasteel Spaubeek stamden net als die van Wijnandsrade af van de oude heren van Schinnen. De heren van deze heerlijkheden verkregen dusdanig in de late Middeleeuwen het gezamenlijke benoemingsrecht van de pastoor van de Sint-Dionysiuskerk te Schinnen. De heren van Spaubeek verkregen daarnaast ook nog een deel van de leengoederen, wat mogelijk verklaart, dat een groot deel van de leengoederen van het huis Spaubeek (het latere huis Sint-Jansgeleen) binnen de grenzen van de heerlijkheid Schinnen liggen. Daartoe behoorden onder andere de belangrijke pachthoeven Stammen bij Sweikhuizen, Groot- en Klein-Breinderade bij Nagelbeek en de twee omwaterde herenhuizen Te Broeck en Strijthagen in Hegge. In de negentiende eeuw verplaatste de dorpskern van Spaubeek zich naar het zuiden. In 1837 werd een nieuwe Sint-Laurentiuskerk gebouwd in de buurtschap Hoeve, niet ver van Over-Spaubeek. De oude kerk in Neer-Spaubeek raakte in verval en werd afgebroken. In 1865 bouwde men op de plek van de oude dorpskerk de Sint-Annakapel.

### Heerlijkheid Geleen
Op 20 januari 1558 verhief koning Filips II van Spanje de kerspels Geleen en Spaubeek, met het kasteel Sint-Jansgeleen en de daarbij behorende grond, tezamen tot de heerlijkheid Geleen. Vanaf dit moment had de heerlijkheid Geleen een eigen lokale Heer. De eerste Heer van Geleen was Arnold II Huyn van Amstenrade. Zijn nazaten bleven eigenaar van deze heerlijkheid tot de oprichting van het graafschap Geleen in 1654 en per 1664 het graafschap Geleen en Amstenrade.
Per 1796, aan het einde van de ancien régime, werd Spaubeek een zelfstandige gemeente, die bij de gemeentelijke herindeling per 1 januari 1982 opging in de gemeente Beek.

## Bezienswaardigheden
- De Sint-Laurentiuskerk van 1925, ontworpen door J.E. Schoenmaekers uit Sittard. De kerk staat in de vroegere buurtschap Hoeve.
- Complex van het vroegere Kasteel Sint-Jansgeleen met ruïne van het slot, gerestaureerde en bewoonde voorburcht (kasteelhoeve met voormalige pachterswoning) en watermolen Borgermolen aan de Geleenbeek.
- Sint-Annakapel in de buurtschap Oude Kerk, even ten noorden van station Spaubeek. Op het oude kerkhof bevindt zich een grafsteen uit 1733.
- Huis ten Dijcken, een zeventiende-eeuwse herenhuis op de plek van het voormalige huis De Hegge aan de Heggerweg.
- Sint Jansmolen, een watermolen die voorheen op de Geleenbeek lag, maar door kanalisatie van deze beek nauwelijks water meer tot zijn beschikking heeft.
- Aan de straat Hobbelrade staan verschillende oude boerderijen en huizen gebouwd van mergelsteen of in vakwerkstijl.
- Voormalig zusterklooster Sint-Joseph, Bongerd 2, in gebruik genomen in 1921, verlaten in 1966, daarna in gebruik als parochiehuis.
- Onze-Lieve-Vrouw-Sterre-der-Zeekapel, oftewel Mariakapel "Sterre der Zee", veldkapel aan Bongerd/Kupstraat, van 1951.
- Voormalig Retraitehuis Schinnen, aan Moorheide 1, in het Stammenderbos, van 1946, behorend tot de gemeente Beekdaelen.

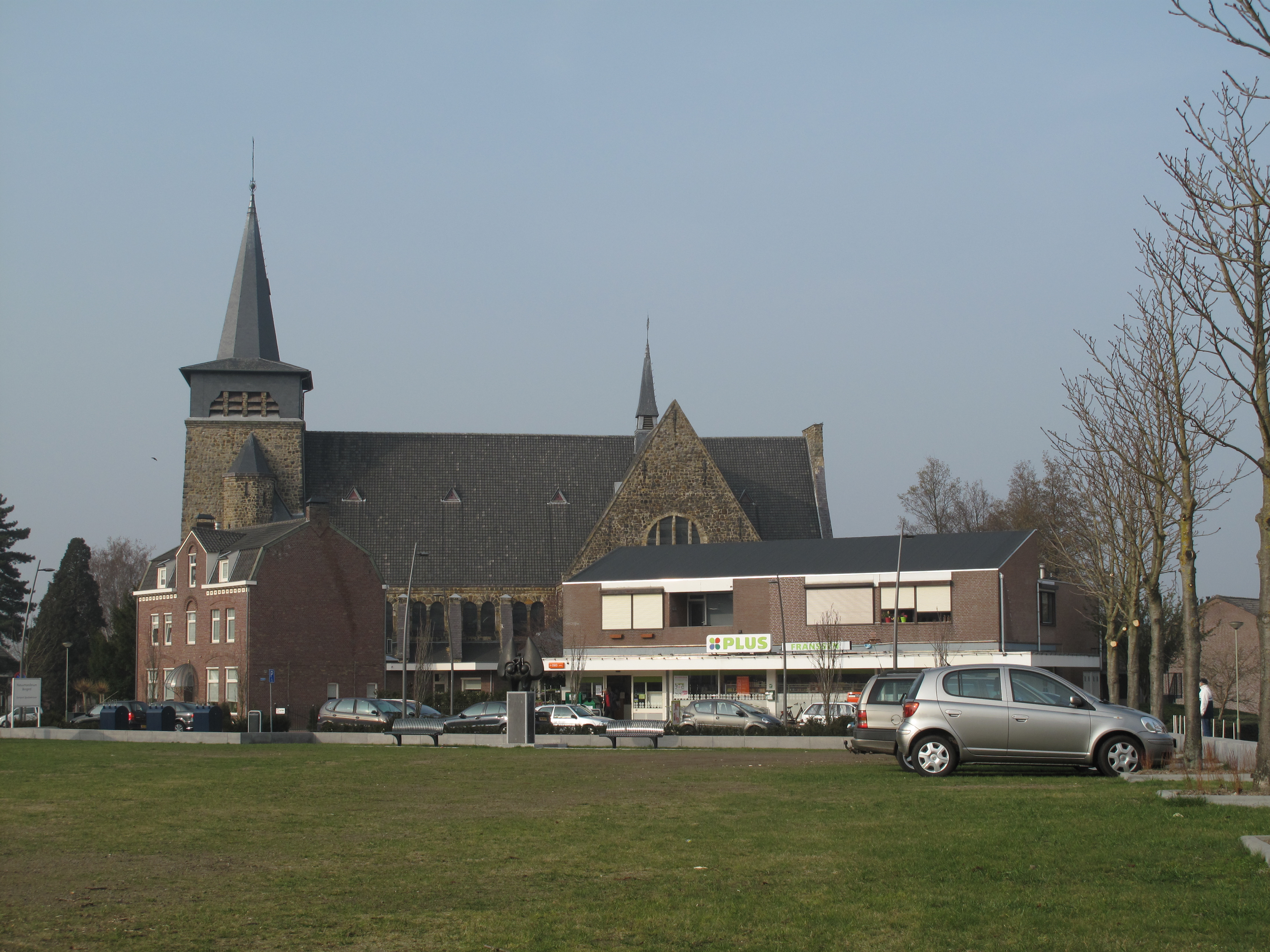
Spaubeek, kerk in straatzicht
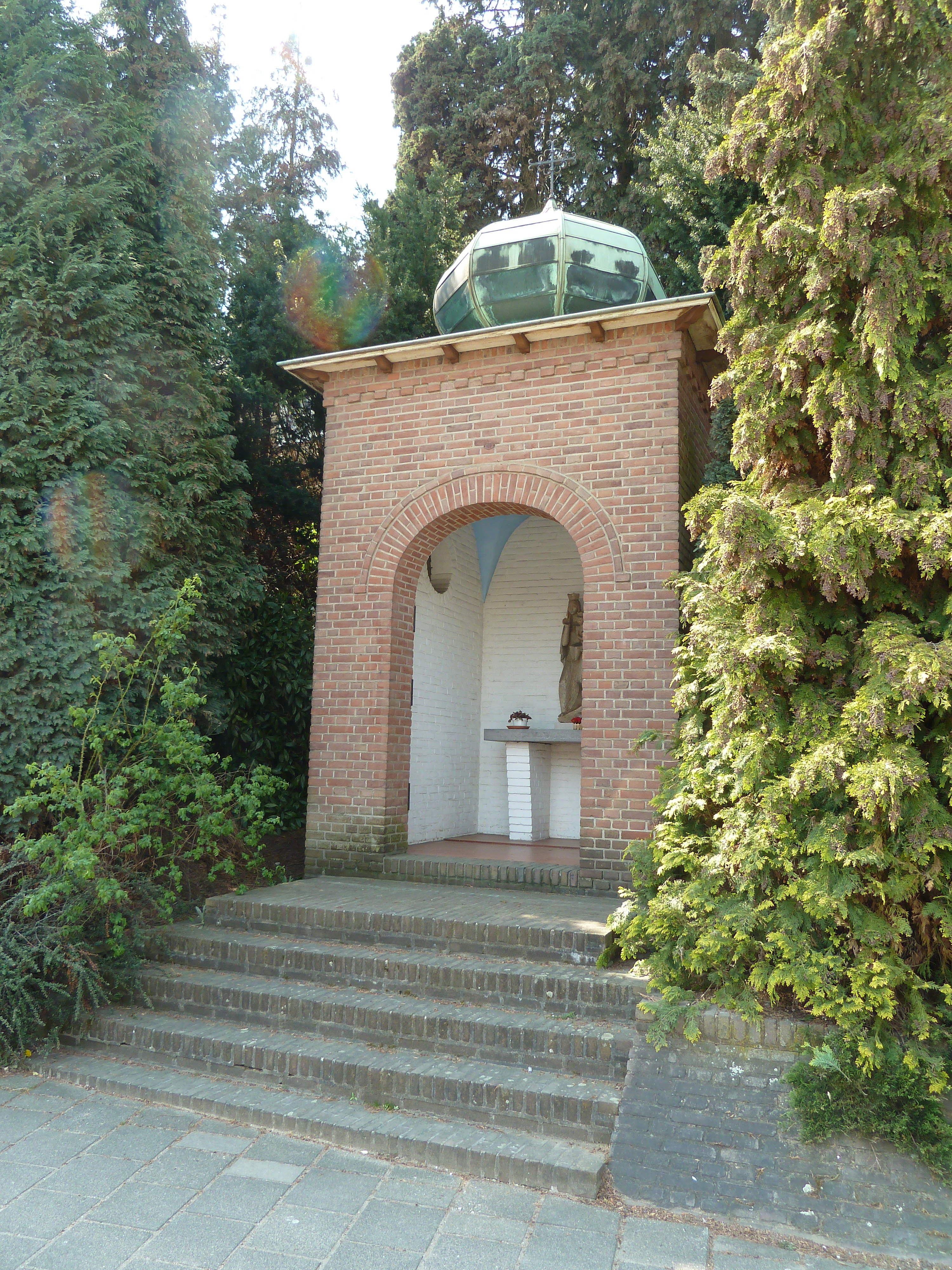
Spaubeek, kapel aan de kruising Bongerd-Dorpstraat
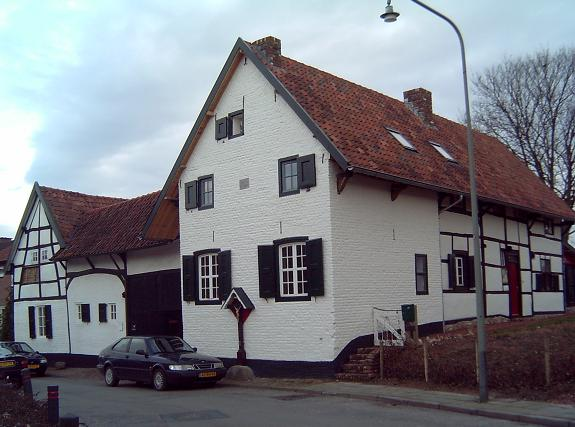
Hobbelrade, vierkantshoeve in vakwerkstijl

## Natuur en landschap
Spaubeek ontstond ten noorden van de Geleenbeek, de huidige buurtschap Oude Kerk. Tegen de flank van het Centraal Plateau, ten zuiden van de beek, ontwikkelden zich drie buurtschappen: Hobbelrade, Hoeve, en Kupstraat. Door de aanleg van de spoorweg (1896) raakten deze buurtschappen van Oude Kerk gescheiden en kwam de kern van Spaubeek ten zuiden van de Geleenbeek te liggen. De aanleg van Rijksweg 76 in de jaren '60 van de 20e eeuw versterkte de scheiding nog. In de tweede helft van de 20e eeuw breidde het dorp zich in noordelijke richting uit.
Natuurgebieden in de omgeving zijn het Stammenderbos ten noordoosten van het dorp, het Vrouwenbos ten westen van het dorp en het Spaubekerbos met de Groeve Spaubeek ten zuidoosten van Spaubeek. Vanuit Spaubeek gezien ligt achter het Spaubekerbos het bosgebied Diependaal met Geologisch monument Diependaal.

## Economie
Ten zuiden van Spaubeek ligt een zand- en grindgroeve (Groeve Spaubeek), geëxploiteerd door Zand- en grindhandel Bruls. Ooit wilde men afval storten in deze groeve, daadwerkelijk werd er enige tijd papierpulp gestort. Er wordt zand en grind gewonnen en uiteindelijk zal de groeve worden afgewerkt en als natuur- en recreatiegebied gaan fungeren.

## Geboren in Spaubeek
- Esther de Lange (1975), politica
- Vivianne Heijnen (1982), politica, staatssecretaris van Infrastructuur en Waterstaat
- Max Kuijpers (1999), hockeyspeler

## Nabijgelegen kernen
Neerbeek, Genhout, Schimmert, Schinnen, Nuth, Geleen